# Juniperus flaccida
Juniperus flaccida (лат.) — кустарник или дерево, вид рода Можжевельник (Juniperus) семейства Кипарисовые (Cupressaceae). Произрастает в центральной и северной Мексике и в Техасе (США).

## Описание
Juniperus flaccida — крупный кустарник или небольшое дерево высотой 5-10 м, реже до 15 м. Кора коричневая, с волокнистыми вертикальными трещинами. Побеги сильно свисающие, диаметром 1-1,2 мм, часто собраны в уплощённые кисти (единственный можжевельник, у которого обычно наблюдается такая особенность). Листья расположены супротивно, крестообразно; взрослые листья чешуевидные, длиной 2-4 мм (до 7 мм на ветвях) и шириной 1-1,5 мм. Молодые листья (только у молодых сеянцев) игольчатые, длиной 5-10 мм. Шишки ягодообразные, диаметром 8-20 мм, зелёные, при созревании коричневые, содержат 6-12 семян (наибольшее количество семян в шишке среди всех можжевельников); созревают примерно через 18 месяцев. Мужские шишки длиной 3-5 мм, пыльца сбрасывается весной. В основном двудомный вид, на каждом дереве образуются шишки только одного пола.

### Разновидности
Существует три разновидности, признанные не всеми авторитетными источниками как отдельные:
- Juniperus flaccida var. flaccida. Произрастает по всему ареалу вида. Шишки диаметром 9-15 мм, с едва заметными чешуйчатыми краями.
- Juniperus flaccida var. martinezii. Ареал ограничен небольшой территорией в штате Халиско. Шишки диаметром 6-8 мм, с едва заметными чешуйчатыми краями.
- Juniperus flaccida var. poblana. Произрастает по южным двум третям ареала вида. Шишки диаметром 12-20 мм, с хорошо заметными чешуйчатыми краями.

## Ареал и местообитание
Произрастает в центральной и северной Мексике (от Оахаки к северу) и крайний юго-запад Техаса, США (округ Брустер). Растёт на умеренных высотах от 800 до 2600 м на сухих почвах.